# 鳥山町 (横浜市)
鳥山町（とりやまちょう）は、神奈川県横浜市港北区の町名。「丁目」のない単独行政地名。住居表示未実施区域。

## 地理

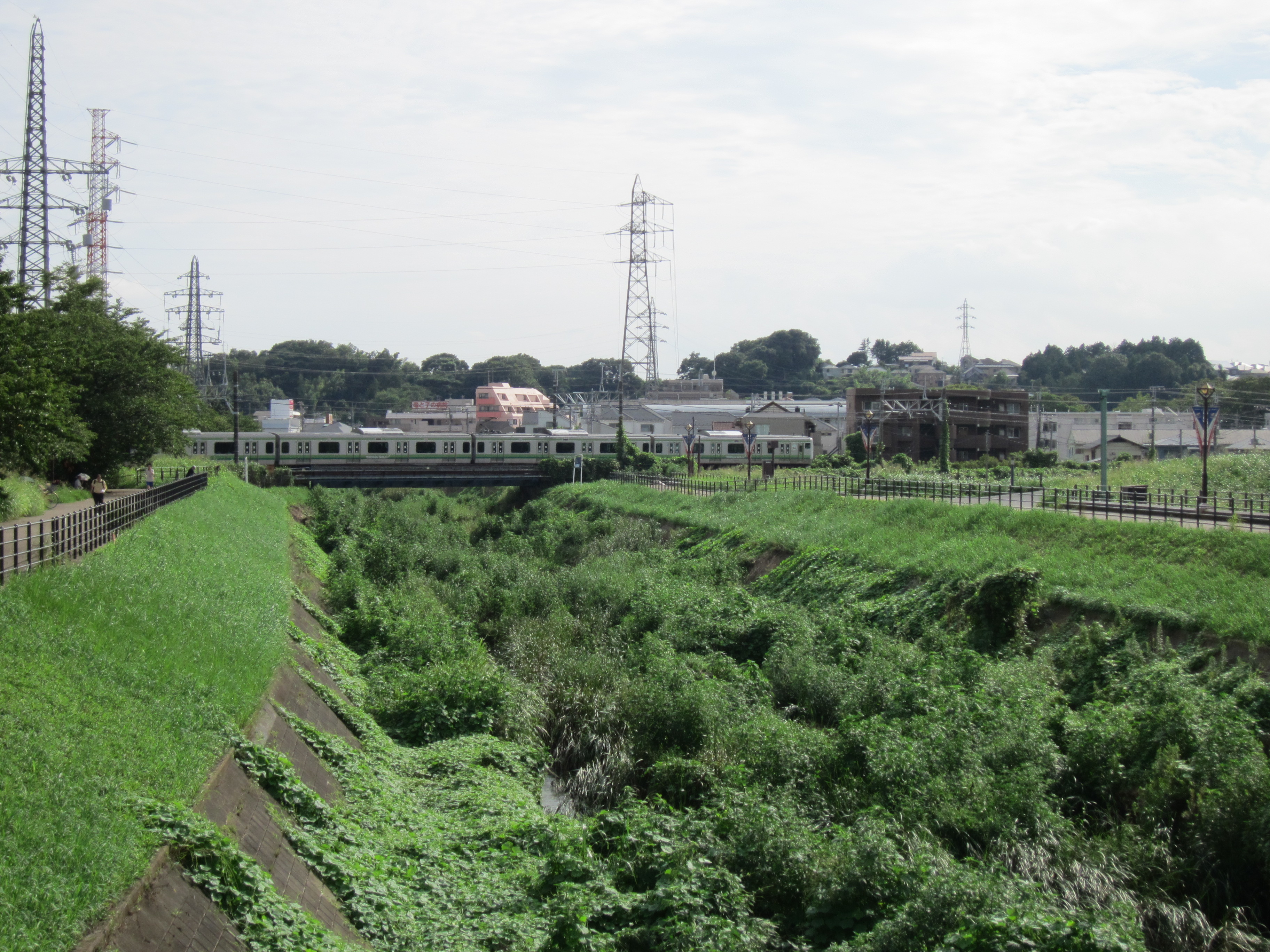
鳥山町北部

港北区の南西部に位置し、東に新横浜、西と北に小机町、南東で岸根町、南で神奈川区菅田町、三枚町と接している。日産スタジアムの南東隣と鶴見川遊水地内の河川敷に飛地が存在する。鶴見川河川敷内の飛地の北側と北新横浜が接している。飛地の発生は鳥山川右岸が土地区画整理事業により新横浜になったことによる。
用途地域は多くは第一種低層住居専用地域になっているが、南部の鳥山川沿いが準工業地域、横浜上麻生道路沿いの地域が第一種住居地域、第二種住居地域、新横浜公園南側と飛地部分が市街化調整区域となっている。

### 字
真部、池谷、砂田、五反町、貝戸、根崎、前判下、向判下、馬込、丹後、新川口、下埜

### 地価
住宅地の地価は、2025年（令和7年）1月1日の公示地価によると、鳥山町字五反町798番5の地点で23万5000円/m²となっている。

## 歴史

### 沿革
かつてこの場所は、橘樹郡鳥山村であった。
- 1889年（明治22年）4月1日 - 町村制施行に伴い、小机村、鳥山村、岸根村、羽沢村、下菅田村、三枚橋村、片倉村、神大寺村、六角橋村が合併して小机村が発足。橘樹郡小机村大字鳥山となる。
- 1902年（明治35年）2月5日 - 小机村が城郷村に改称し、橘樹郡城郷村大字鳥山となる。
- 1927年（昭和2年）4月1日 - 城郷村が横浜市に編入され、横浜市鳥山町となる[8]。
- 1927年（昭和2年）10月1日 - 横浜市の区制施行により、横浜市神奈川区鳥山町となる[9]。
- 1939年（昭和14年）4月1日 - 港北区の新設により、横浜市港北区鳥山町となる[10]。
- 1952年（昭和27年）7月5日 - 耕地整理に伴い、篠原町との境界を変更する[11]。
- 1969年（昭和44年）10月1日 - 行政区の再編成に伴い、港北区を再配置。横浜市港北区鳥山町となる[12]。
- 1975年（昭和50年）11月6日 - 土地区画整理事業に伴い、新横浜一丁目、新横浜二丁目、新横浜三丁目を新設し鳥山町の一部（鳥山川右岸）を各町に編入する[13]。
- 1978年（昭和53年）3月4日 - 土地改良事業に伴い、小机町との境界を変更する[14]。
- 1994年（平成6年）11月6日 - 行政区の再編成に伴い、港北区を再配置。横浜市港北区鳥山町となる[15]。

## 世帯数と人口
2025年（令和7年）6月30日現在（横浜市発表）の世帯数と人口は以下の通りである。
| 町丁   | 世帯数    | 人口    |
| ------ | --------- | ------- |
| 鳥山町 | 3,761世帯 | 7,305人 |

### 人口の変遷
国勢調査による人口の推移。
| 年                 | 人口  |
| ------------------ | ----- |
| 1995年（平成7年）  | 6,863 |
| 2000年（平成12年） | 6,922 |
| 2005年（平成17年） | 6,990 |
| 2010年（平成22年） | 7,133 |
| 2015年（平成27年） | 7,313 |
| 2020年（令和2年）  | 7,547 |

### 世帯数の変遷
国勢調査による世帯数の推移。
| 年                 | 世帯数 |
| ------------------ | ------ |
| 1995年（平成7年）  | 2,422  |
| 2000年（平成12年） | 2,608  |
| 2005年（平成17年） | 2,764  |
| 2010年（平成22年） | 2,974  |
| 2015年（平成27年） | 3,189  |
| 2020年（令和2年）  | 3,448  |

## 学区
市立小・中学校に通う場合、学区は以下の通りとなる（2024年11月時点）。
| 番・番地等 | 小学校             | 中学校             |
| ---------- | ------------------ | ------------------ |
| 全域       | 横浜市立城郷小学校 | 横浜市立城郷中学校 |

## 事業所
2021年（令和3年）現在の経済センサス調査による事業所数と従業員数は以下の通りである。
| 町丁   | 事業所数  | 従業員数 |
| ------ | --------- | -------- |
| 鳥山町 | 195事業所 | 3,107人  |

### 事業者数の変遷
経済センサスによる事業所数の推移。
| 年                 | 事業者数 |
| ------------------ | -------- |
| 2016年（平成28年） | 184      |
| 2021年（令和3年）  | 195      |

### 従業員数の変遷
経済センサスによる従業員数の推移。
| 年                 | 従業員数 |
| ------------------ | -------- |
| 2016年（平成28年） | 2,652    |
| 2021年（令和3年）  | 3,107    |

## 交通

### 道路
- 横浜上麻生道路
- 環状2号線
- 新横浜通り
- 神奈川県道13号横浜生田線

### 鉄道
JR横浜線と相鉄新横浜線が通るが、いずれも駅はない。最寄り駅は小机駅および新横浜駅。

## 施設
- 横浜市総合保健医療センター
- 横浜市総合リハビリテーションセンター
- 横浜ラポール
- しんよこフットボールパーク
- 横浜市立城郷小学校
- 三会寺（さんねじ）
- 鳥山八幡宮 - 佐々木高綱館跡といわれる

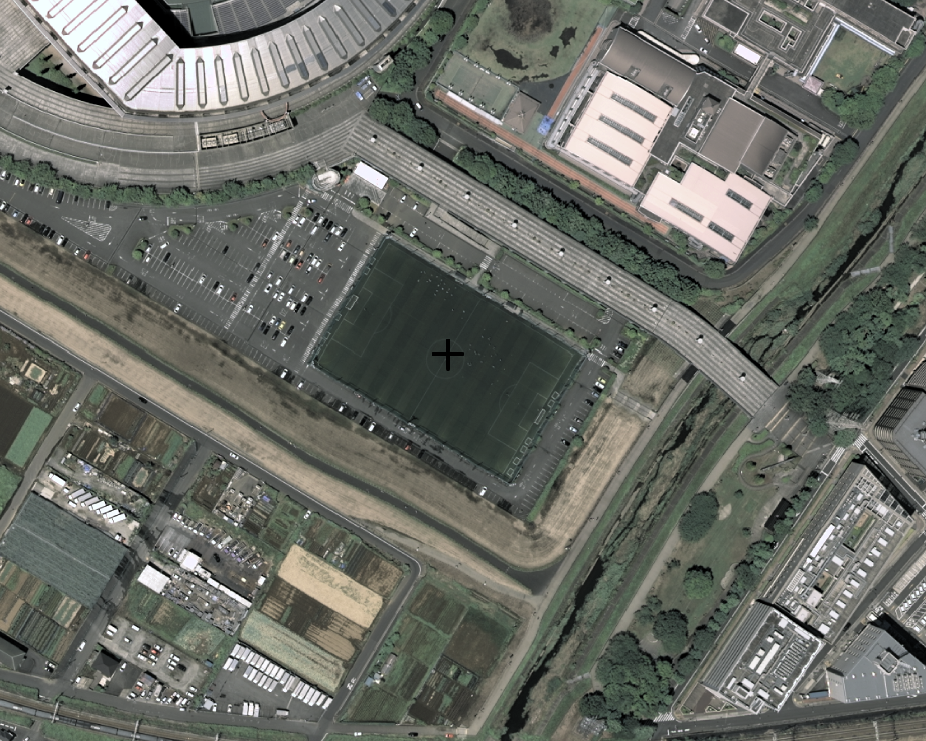
しんよこフットボールパーク。左上は横浜国際総合競技場、右上は横浜ラポール。

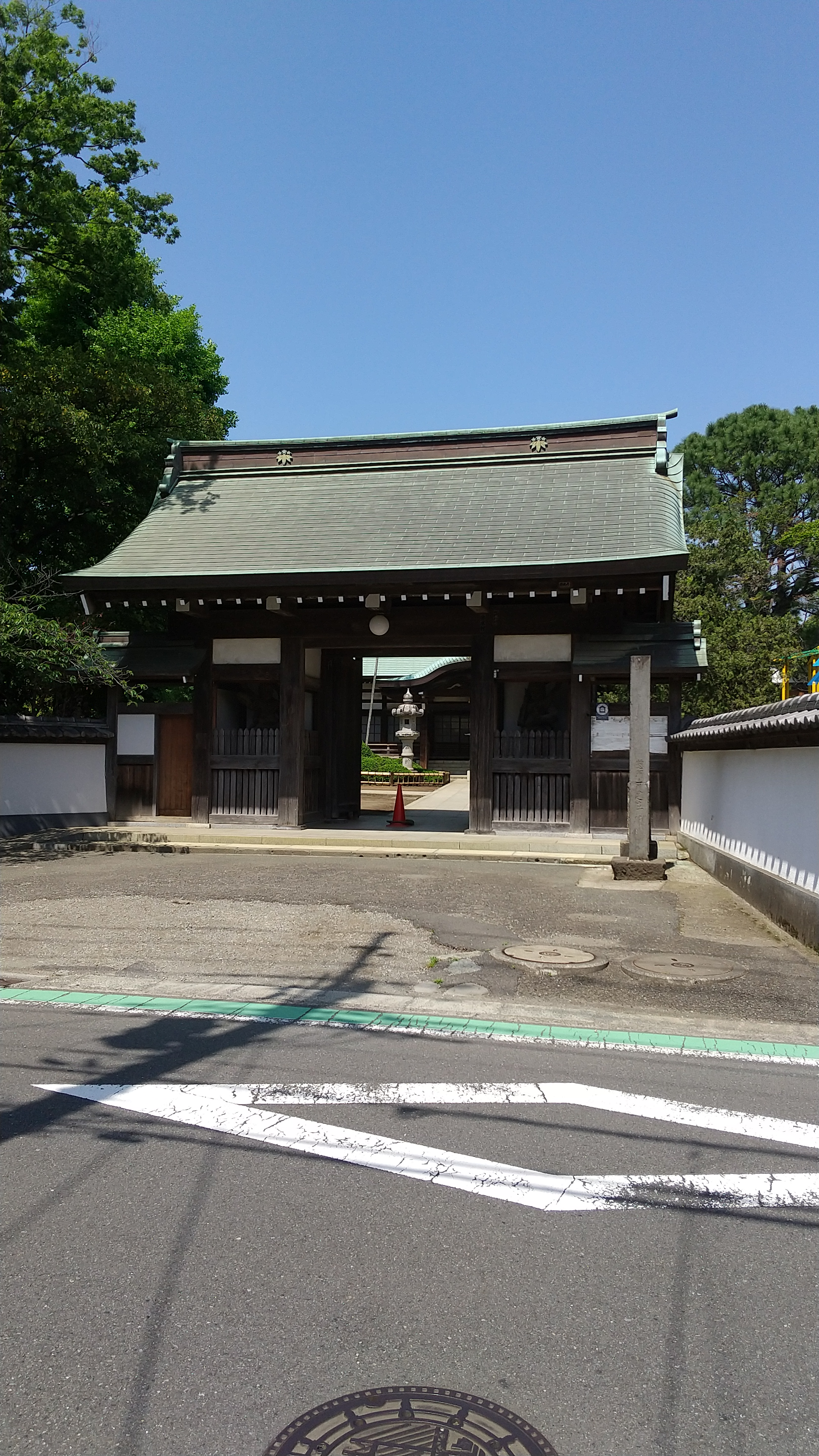
三会寺

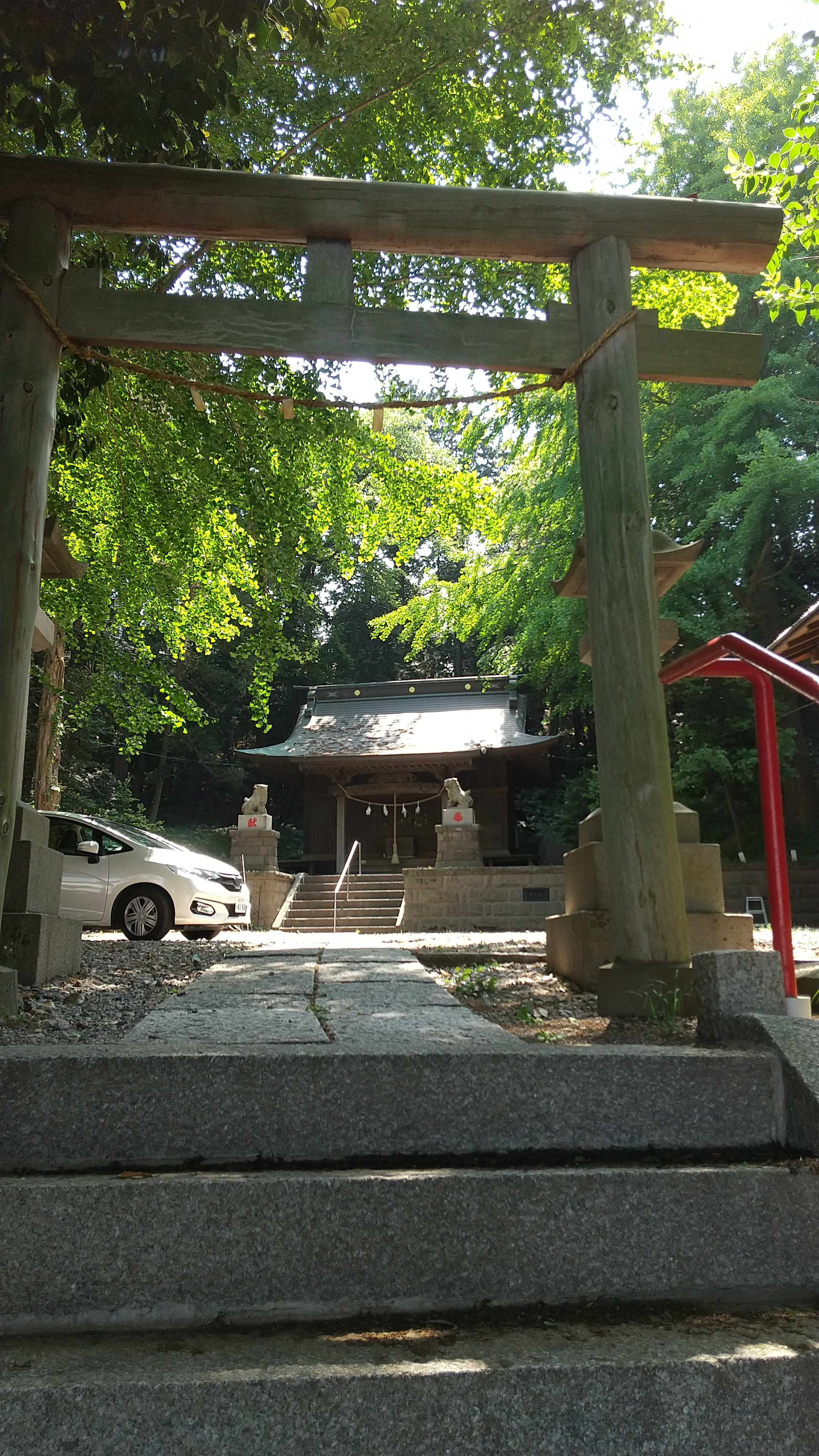
鳥山八幡宮

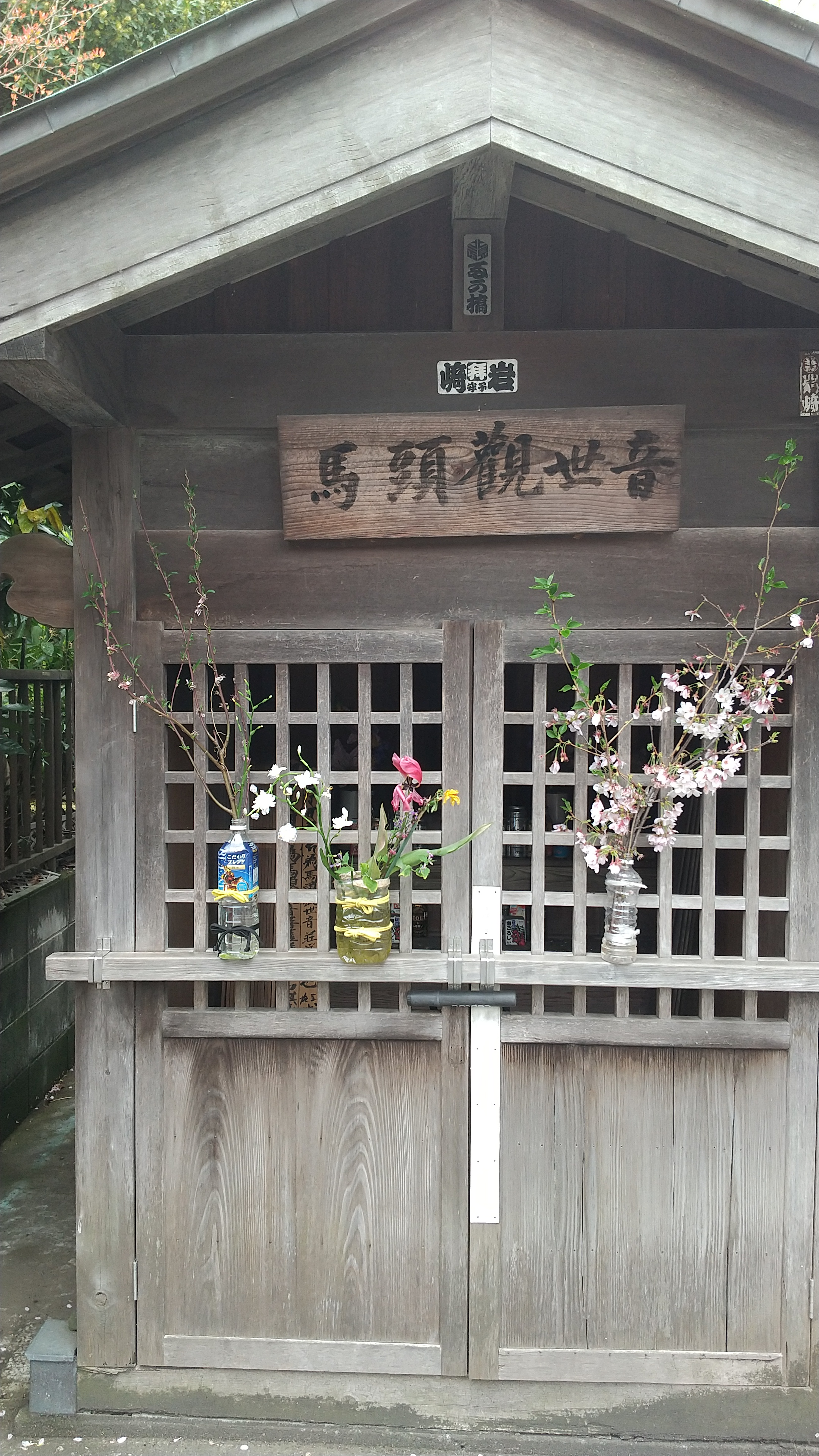
馬頭観音。佐々木高綱が源頼朝に下賜された名馬「生食」を祀ったものといわれる。

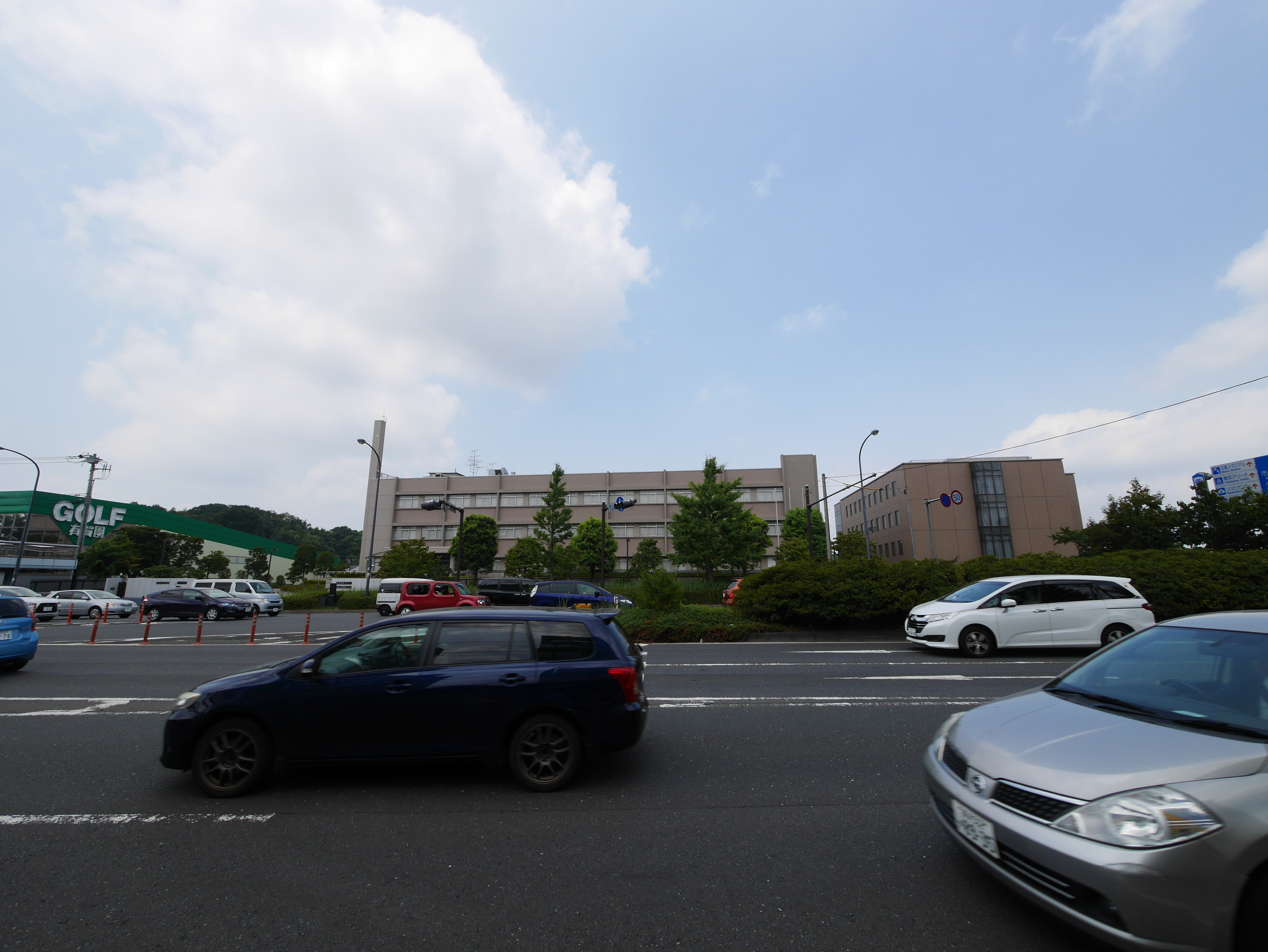
Lasertec Innovation Park

- Lasertec Innovation Park（旧東芝研修センター）

近隣の横浜国際総合競技場（日産スタジアム）も敷地の一部がかかっている。

## その他

### 日本郵便
- 郵便番号 : 222-0035[3]（集配局：港北郵便局[25]）

### 警察
町内の警察の管轄区域は以下の通りである。
| 番・番地等 | 警察署     | 交番・駐在所 |
| ---------- | ---------- | ------------ |
| 全域       | 港北警察署 | 小机交番     |